# Ruhe des Nordens
Ruhe des Nordens, auch Ruhe im Norden, ist ein politisches und geschichtswissenschaftliches Schlagwort, das im 18. Jahrhundert entstand. Es drückt das Streben zur dauerhaften Befriedung Nordeuropas aus.
Das Konzept bezeichnet die Bemühungen der Ostseeanrainer auf der Ebene der europäischen Diplomatie, die Großmachtpolitik der Pentarchie vom Ostseeraum fernzuhalten und den mächtepolitischen Status quo zu bewahren.
Das Konzept gipfelte unter Führung von Nikita Panin seit 1763 im Nordischen System. In der Deklaration vom 27. Februar 1780 fanden sich das Russische Kaiserreich, Schweden und Dänemark zu einer bewaffneten Neutralität zur See zusammen. Dagegen sträubte sich das Vereinigte Königreich, das von der Kaperei auf den Weltmeeren (inoffiziell) profitierte.
Eine weitere, allerdings nur nebenläufige Bedeutung erhielt der Begriff durch den Aufbau einer Norddeutschen Neutralitätszone in Folge des Basler Sonderfriedens von 1795. Preußen wurde Garantiemacht für die Ruhe des Nordens in Norddeutschland. Die Verwendung des traditionell auf den skandinavischen Raum zielenden Begriffs von der „Ruhe des Nordens“ für die zehnjährige Neutralisierung Nord- und Mitteldeutschlands hat sich nicht durchgesetzt.
Der diplomatische Leitbegriff wirkte ab 1721 mit Beendigung der Zeit der Nordischen Kriege im Ostseeraum um das Dominium maris baltici und wirkte als politisches Ideenkonzept bis zu Beginn des Ersten Weltkriegs fort.